# 裂鳞景天
裂鳞景天（学名：Sedum purdomii）为景天科景天属的植物，为中国的特有植物。分布在中国大陆的甘肃等地，生长于海拔3,700米至4,000米的地区，一般生于高山砾石地上，目前尚未由人工引种栽培。